# Getaway
Pour plus de détails, voir Fiche technique et Distribution.
Getaway ou La Fuite au Québec est un film d'action américain réalisé par Courtney Solomon et Yaron Levy sorti en 2013.

## Synopsis
Lorsque sa femme est kidnappée, Brent Magna doit suivre les instructions du ravisseur pour la sauver. Durant sa course à travers Sofia, il rencontre une jeune femme qui va l'aider dans sa quête, cette adolescente est une « délinquante ».

## Fiche technique
- Titre original et français : Getaway
- Titre québécois : La Fuite
- Réalisation : Courtney Solomon et Yaron Levy
- Scénario : Sean Finegan et Gregg Maxwell Parker
- Direction artistique :
- Décors :
- Costumes : Roseanne Fiedler et Irina Kotcheva
- Photographie : Yaron Levy
- Son :
- Montage : Ryan Dufrene
- Musique : Justin Caine Burnett
- Production :
- Société de production : Dark Castle Entertainment
- Société de distribution :
- Pays d’origine :  États-Unis
- Langue originale : anglais
- Format : couleur - 35 mm - 2,35:1 - son Dolby numérique
- Genre : Film dramatique, Film d'action
- Durée : 1h26
- Dates de sortie : 
  - Australie : 29 août 2013
  - États-Unis : 30 août 2013
  - France : 6 janvier 2015 (directement en DVD)

## Distribution
- Ethan Hawke (VF : Jean-Pierre Michaël ; VQ : Jean-François Beaupré) : Brent Magna
- Selena Gomez (VF : Karine Foviau ; VQ : Catherine Brunet) : La Fille
- Jon Voight (VF : Patrick Floersheim ; VQ : Jean-Marie Moncelet) : La Voix
- Rebecca Budig (VQ : Catherine Hamann) : Leanne Magna
- Paul Freeman : l'homme

 Source et légende : version française (VF) sur RS Doublage et version québécoise (VQ) sur Doublage.qc.ca

## Autour du film
- Le film a été un échec au box-office, les recettes étant de moins de 5 millions de dollars[3],[4].
- Le film a reçu de mauvaises critiques: Peter Travers de Rolling Stones a écrit: « Les dégâts sur votre cerveau lors du visionnage de Getaway sont incalculables. »[5]. Le site Variety.com a déclaré que « Gomez ne semble pas plus en danger que si elle s'était cassé un ongle »[6].
- Selena Gomez, qui joue le rôle de « The Kid », a reçu une nomination aux Razzie Awards 2014 catégorie « pire actrice »[7].